# Cornechiniscus holmeni
Cornechiniscus holmeni är en djurart som tillhör fylumet trögkrypare, och som först beskrevs av Petersen 1951.  Cornechiniscus holmeni ingår i släktet Cornechiniscus och familjen Echiniscidae. Inga underarter finns listade i Catalogue of Life.